# Burgnac
Burgnac település Franciaországban, Haute-Vienne megyében. Lakosainak száma 858 fő (2022. január 1.). Burgnac Beynac, Meilhac, Bosmie-l’Aiguille, Jourgnac, Lavignac és Saint-Martin-le-Vieux községekkel határos.

## Népesség
A település népességének változása:
| Lakosok száma | 826  | 830  | 847  | 841  | 849  | 848  | 853  | 856  | 858  |
|               | 2013 | 2015 | 2016 | 2017 | 2018 | 2019 | 2020 | 2021 | 2022 |